# Chevrières (Isère)
Chevrières – miejscowość i gmina we Francji, w regionie Owernia-Rodan-Alpy, w departamencie Isère.
Według danych na rok 1990 gminę zamieszkiwały 503 osoby, a gęstość zaludnienia wynosiła 30 osób/km² (wśród 2880 gmin regionu Rodan-Alpy Chevrières plasuje się na 1144. miejscu pod względem liczby ludności, natomiast pod względem powierzchni na miejscu 665.).